# Preußenschlag

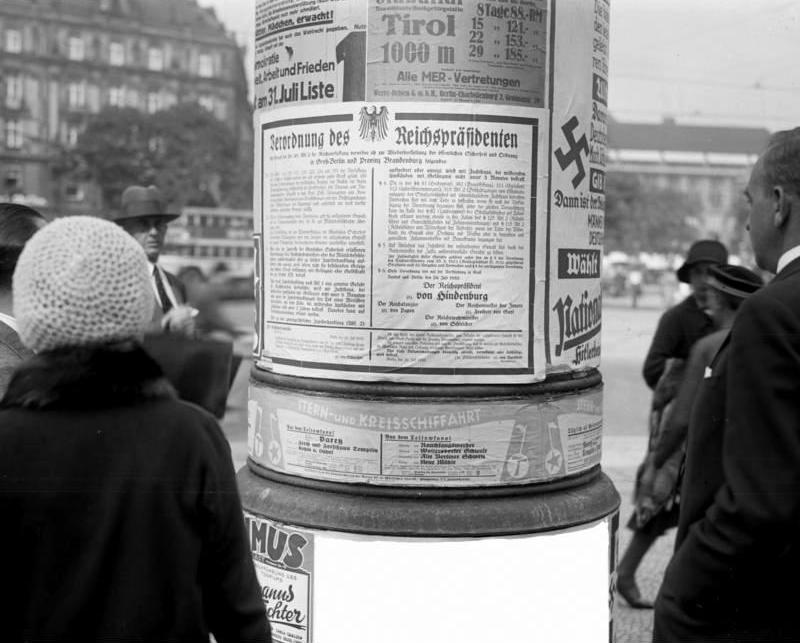
Förordningen från Tysklands rikspresident Hindenburg på en reklampelare i Berlin.

Preußenschlag kallas en statskuppsliknande händelse i Tyskland under Weimarrepublikens sista år då delstatsregeringen i Fristaten Preussen avsattes den 20 juli 1932.
Det politiska läget i Preussen, den största tyska delstaten, hade blivit alltmer instabilt. Regeringskoalitionen mellan Socialdemokraterna, Centrumpartiet och liberala Tysklands demokratiska parti hade tappat majoriteten i Preussens lantdag (delstatsparlamentet) men suttit kvar då inget alternativ framkommit. Oppositionen, främst bestående av kommunister och nazister, ville varken samarbeta med varandra eller med andra partier. Den avgörande anledningen till "kuppen" uppgavs vara de våldsamheter som drabbat delar av Preussen. Framför allt "Blodiga söndagen i Altona", den 17 juli 1932, som innefattade skottlossning mellan SA-demonstranter och kommunister i Altona och som kostade 18 liv.
Den nyutnämnde rikskanslern Franz von Papen och hans regering (kallad Baronernas regering) hade inte heller någon majoritet i den tyska riksdagen. De kunde endast regera genom nödutfärdad presidentmakt, med dekret utfärdade av rikspresidenten Paul von Hindenburg. Genom nöddekretet den 20 juli 1932 blev von Papen Rikskommissarie i Preussen och därmed fick han direkt kontroll över de preussiska myndigheterna och dess betydande polisstyrka.
Preußenschlag förklarades delvis författningsvidrig den 25 oktober 1932 av Tysklands konstitutionsdomstol, men bara gällande den gamla regeringens existens. Överföringen av makten till von Papen bekräftades, men den tidigare regeringen fick behålla rätten att representera Preussen i Tysklands riksråd.
Preussen fortsatte sedan att administreras av Tysklands centralregering fram till april 1933 då Preussens parlament, som då blivit övertaget av nazisterna, valde Hermann Göring till ministerpresident. Under Adolf Hitlers tid förlorade dock de tyska delstaterna mycket av sitt självstyre, och Görings roll var främst ceremoniell. Slutligen upphävdes Preussens existens av de allierade efter andra världskriget.